# Distrikt Shupluy
Der Distrikt Shupluy liegt in der Provinz Yungay in der Region Ancash in West-Peru. Der am 2. Januar 1857 gegründete Distrikt hat eine Fläche von 162,21 km². Beim Zensus 2017 lebten 1840 Einwohner im Distrikt Shupluy. Im Jahr 1993 lag die Einwohnerzahl bei 2278, im Jahr 2007 bei 2285. Verwaltungssitz ist die im Hochtal Callejón de Huaylas am rechten Ufer des Río Santa auf einer Höhe von 2538 m gelegene Ortschaft Shupluy mit 198 Einwohnern (Stand 2017).

## Geographische Lage
Der Distrikt Shupluy liegt im Südwesten der Provinz Yungay. Er besitzt eine Längsausdehnung in SW-NO-Richtung von 32 km. Im nordöstlichen Teil des Distrikts befindet sich das Tal der Quebrada Poncos, ein linker Nebenfluss des Río Santa. Letzterer bildet auf einer Länge von 5,5 km die nordöstliche Distriktgrenze. Im äußersten Norden des Distriktgebietes liegt die Guitarrero-Höhle, die vor 12.600 Jahren von Menschen bewohnt wurde. Der südwestlicher Teil des Distrikts liegt im Quellgebiet des Río Yaután, der dieses in südwestlicher Richtung entwässert. Die im Distrikt etwa 4500 m hohe Wasserscheide der Cordillera Negra trennt die beiden Distriktteile. Der Distrikt Shupluy erstreckt sich im Wesentlichen über ein dünn besiedeltes relativ trockenes Bergland.
Der Distrikt Shupluy grenzt im Westen an den Distrikt Cascapara, im Norden an die Distrikte Matacoto und Mancos, im Osten an die Distrikte Ataquero und Carhuaz (beide in der Provinz Carhuaz) sowie an die Distrikte Pariacoto und Cochabamba (beide in der Provinz Huaraz). Im äußersten Süden grenzt der Distrikt Shupluy an den Distrikt Yaután (Provinz Casma).